# جیمز دوم، پادشاه اسکاتلند
جیمز دوم (به انگلیسی: James II) (زادهٔ ۱۶ اکتبر ۱۴۳۰ – درگذشتهٔ ۳ اوت ۱۴۶۰) پادشاه اسکاتلند از ۱۴۳۷ تا ۱۴۶۰ بود.

## زندگینامه
جیمز دوم فرزند جیمز اول و تنها فرزند زنده‌ماندهٔ او بود که به دنبال قتل پدرش در فوریهٔ ۱۴۳۷ قدرت را در شش سالگی به دست گرفت. اما از آنجا که هنوز برای ادارهٔ کشور خیلی کوچک بود کشور دچار هرج و مرج شد و سه خاندان رقیب کریکتون‌ها، لیوینگستون‌ها و داگلاس‌ها بر سر در دست گرفتن قدرت از طریق کنترل پادشاه جوان با یکدیگر وارد جنگ شدند.
جیمز سرانجام توانست اختیارات سلطنتی خود را پس از ازدواج با ماری گلدرس در ۱۴۴۹ به‌دست آورد. نخستین کار او بازگرداندن قدرت سلطنتی به کشور بود که پس از مرگ پدرش دچار فروپاشی شده بود. او تمامی اموال خاندان لیوینگستون را مصادره کرد اما مجبور به مصالحه با خاندان قدرتمند داگلاس شد. با این حال او در ۱۴۵۰ با ویلیام، هشتمین ارل داگلاس درگیری پیدا کرد و در فوریهٔ ۱۴۵۲ او را کشت. سه سال بعد جیمز قلعه‌های داگلاس‌ها را تخریب کرد و املاک وسیعشان را مصادره نمود. سود حاصل از به‌دست آوردن این زمین‌ها چنان بود که جیمز توانست یک دولت قدرتمند مرکزی را برپا کند و اجرای عدالت را بهبود بخشد.
جیمز سپس توجهش را معطوف به انگلیسی‌ها کرد که دوباره مدعی فرمانروایی بر اسکاتلند شده بودند و در ۱۴۵۶ و ۱۴۶۰ به پایگاه‌های آنها در اسکاتلند حمله کرد. جیمز دوم در ۱۴۶۰ و به هنگام محاصرهٔ قلعهٔ راکسبرگ بر اثر انفجار توپ کشته شد.